# 上米田村立上米田中学校
上米田村立上米田中学校（かみよねだそんりつ かみよねだちゅうがっこう）は、かつて岐阜県加茂郡上米田村（現・川辺町）にあった公立中学校。

## 概要
- 上米田村の中学校であった。上米田小学校に併設され、合わせて上米田小中学校とも称した。
- 1953年、川辺町、上米田村、三和村で学校組合を結成。川辺町上米田村三和村学校組合立中部中学校の開校により廃校。
- 校舎は上米田小学校の校舎の一部に転用された。跡地は川辺東小学校の校地の一部となっている。

## 沿革
- 1947年（昭和22年）4月1日 - 上米田村立上米田中学校として開校。教室は旧・上米田国民学校高等科の教室を使用する。
- 1949年（昭和24年）12月 - 中学校校舎が完成する。
- 1953年（昭和28年）4月 - 川辺町、上米田村、三和村で学校組合を結成。川辺町立川辺中学校、上米田村立上米田中学校、三和村伊深村組合立伊深中学校の三和村の校区を統合し、川辺町上米田村三和村学校組合立中部中学校が開校。上米田中学校は廃止される。中部中学校の統合校舎未完成のため、中部中学校上米田分校となる。
- 1954年（昭和29年）4月1日 - 川辺町川辺に統一校舎が完成。上米田分校を廃止。